# Бужанівська Дача
Бужа́нівська да́ча — загальнозоологічний заказник місцевого значення в Україні. Розташований у межах Луцького району Волинської області, між селами Бужани і Брани.
Площа 1512 га. Статус надано згідно з рішенням Волинського облвиконкому від № 226 від 31.10.1991 року. Перебуває у віданні філії «Володимир-Волинське лісомисливське господарство», Ново-Зборишівське лісництво кв. 131-141, 146-153.
Статус надано для збереження лісового масиву з насадженнями I—II бонітету, віком бл. 50 років. Переважають насадження дуба звичайного, сосни звичайної, граба, місцями зростає ялина, модрина європейська, осика, береза. У підліску ліщина, бузина. У трав'яному покриві — суниця, цінні види лікарських рослин, зокрема, конвалія травнева, звіробій, сон широколистий, а також підсніжник білосніжний, занесений до Червоної книги України.
Багатий тваринний світ. Водяться кабан дикий, сарна, лось. Трапляються заєць сірий, куниця лісова, лисиця, а також борсук, занесений до Червоної книги України. З птахів — переважно співочі птахи.

## Галерея

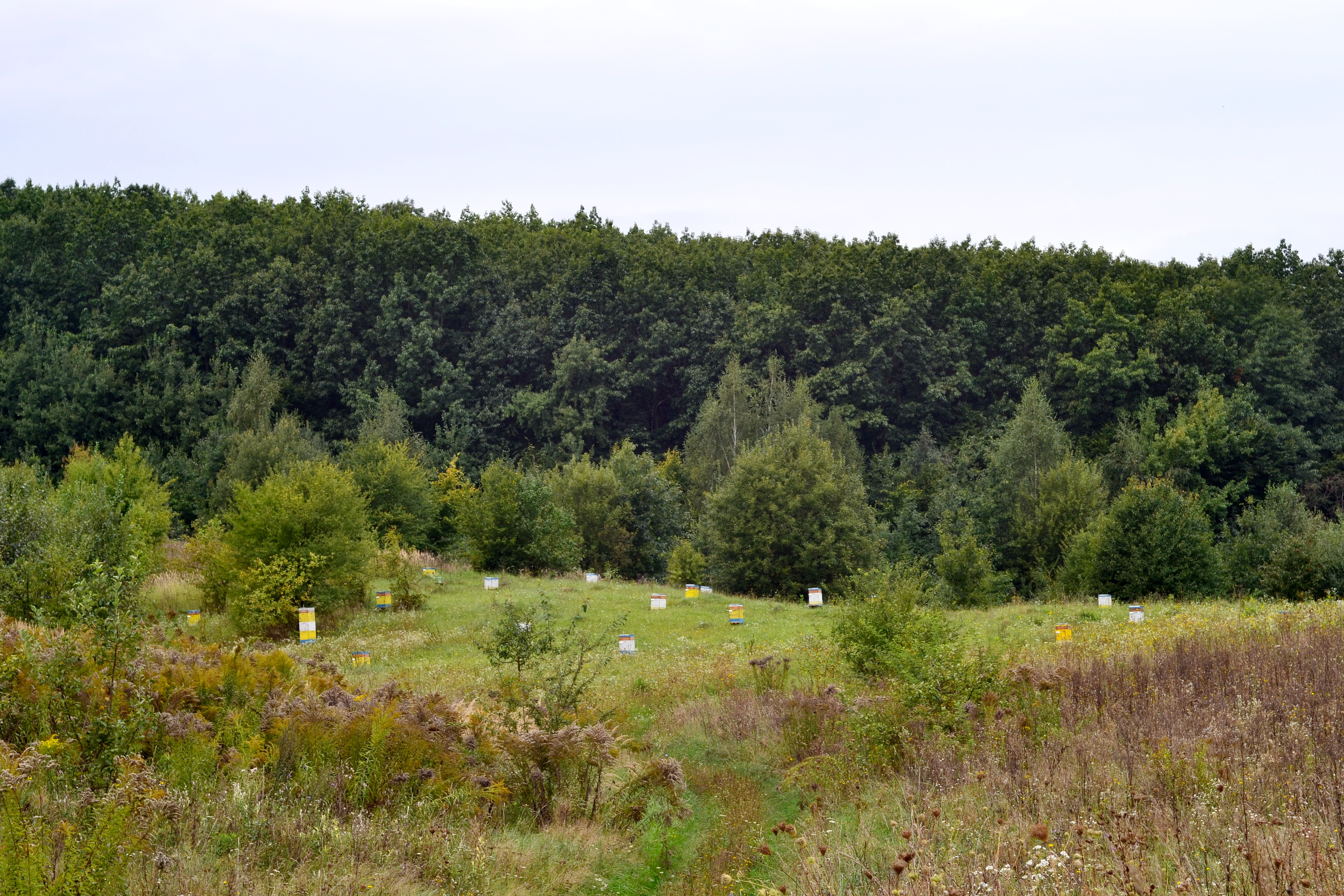
Вигляд з півночі
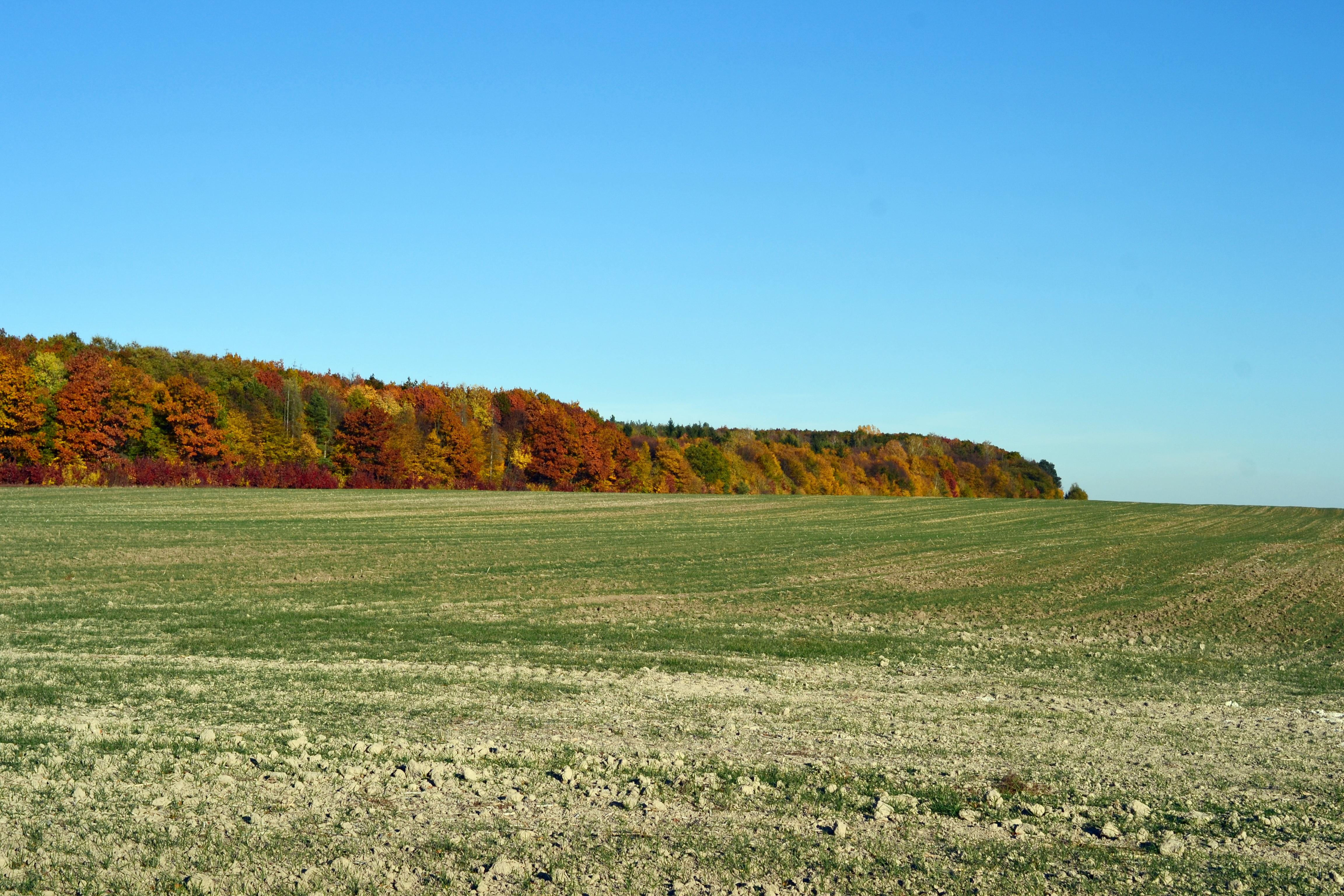
Вигляд з південного заходу
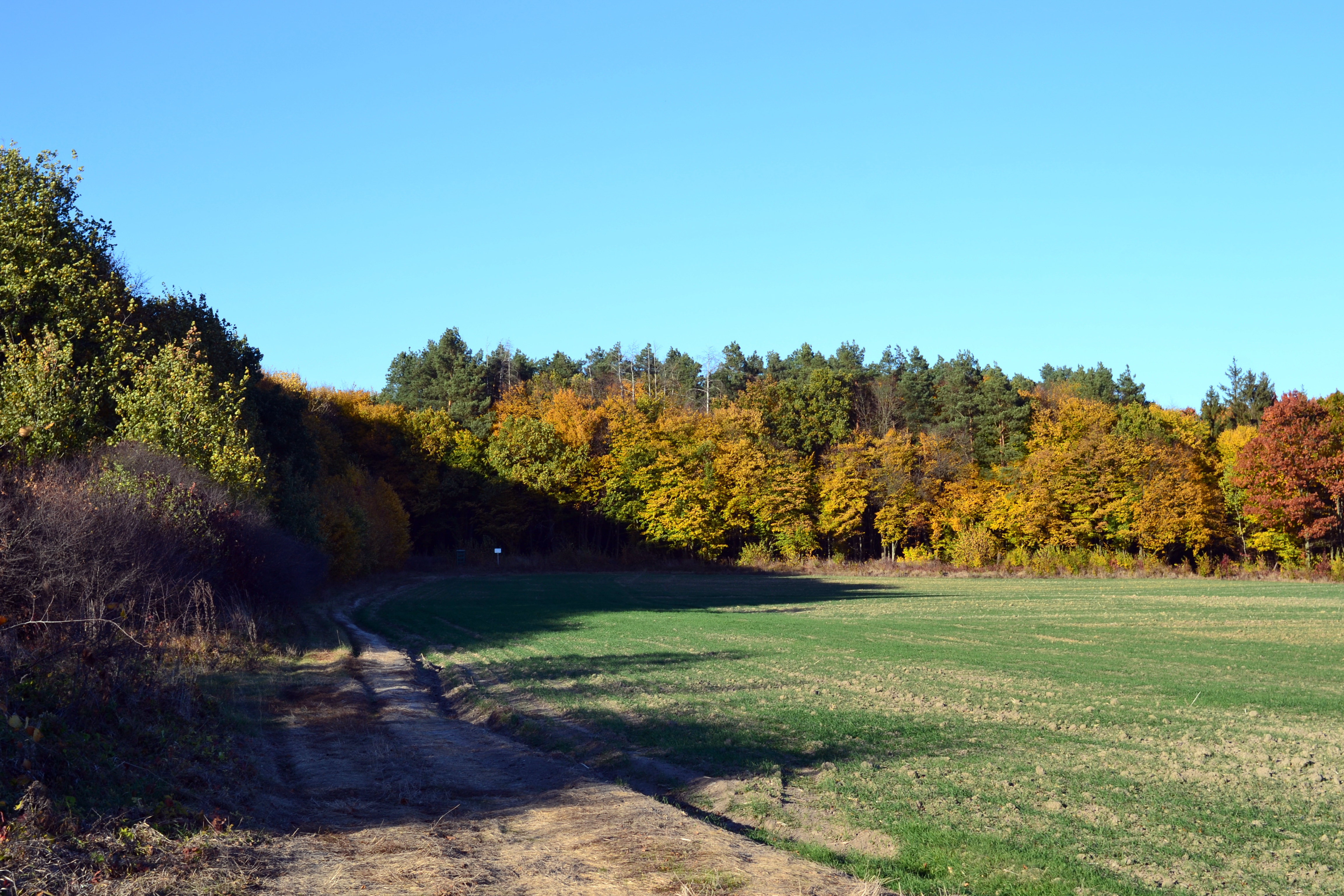
Вигляд з південного заходу
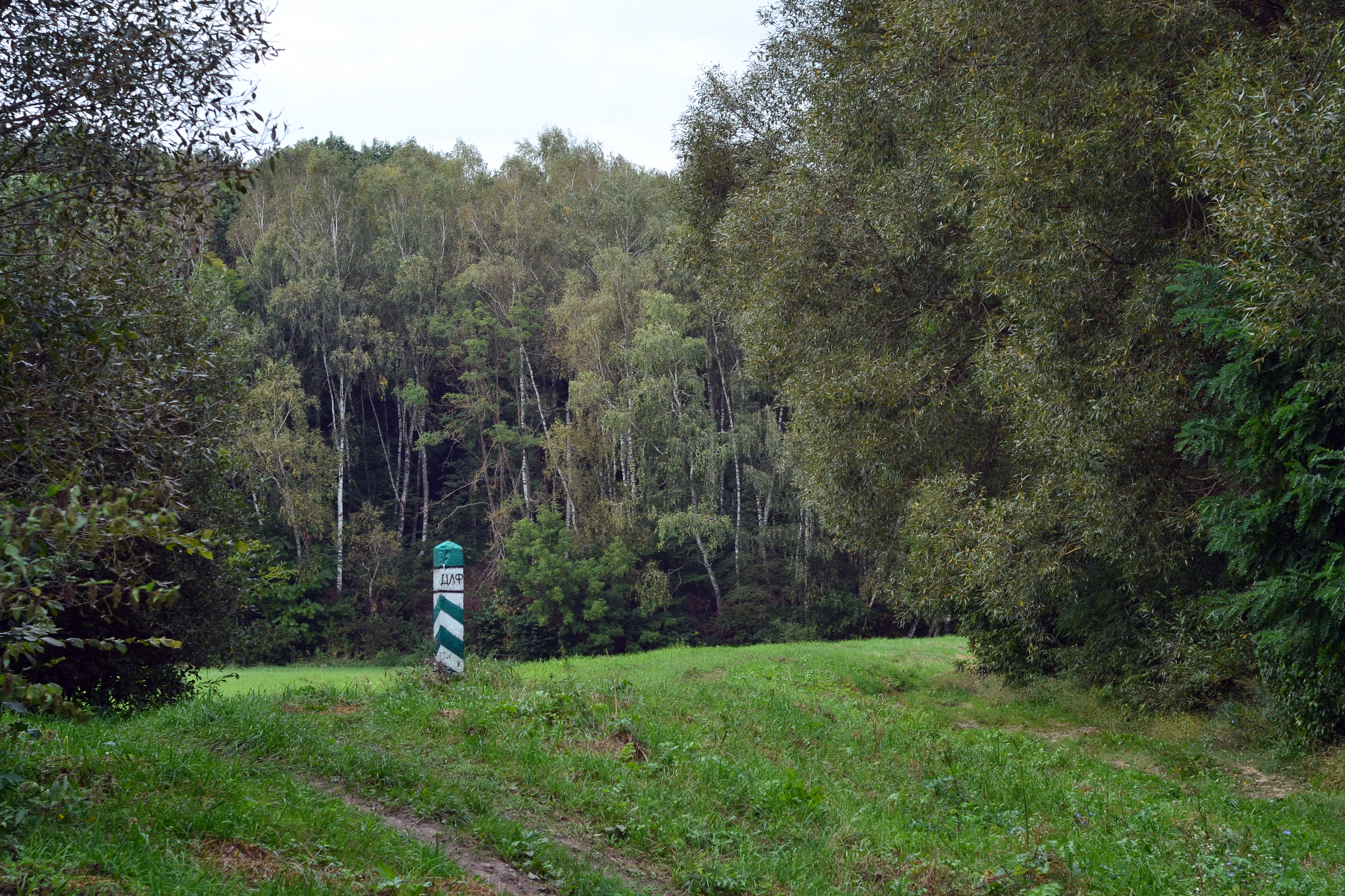
Вигляд з півдня
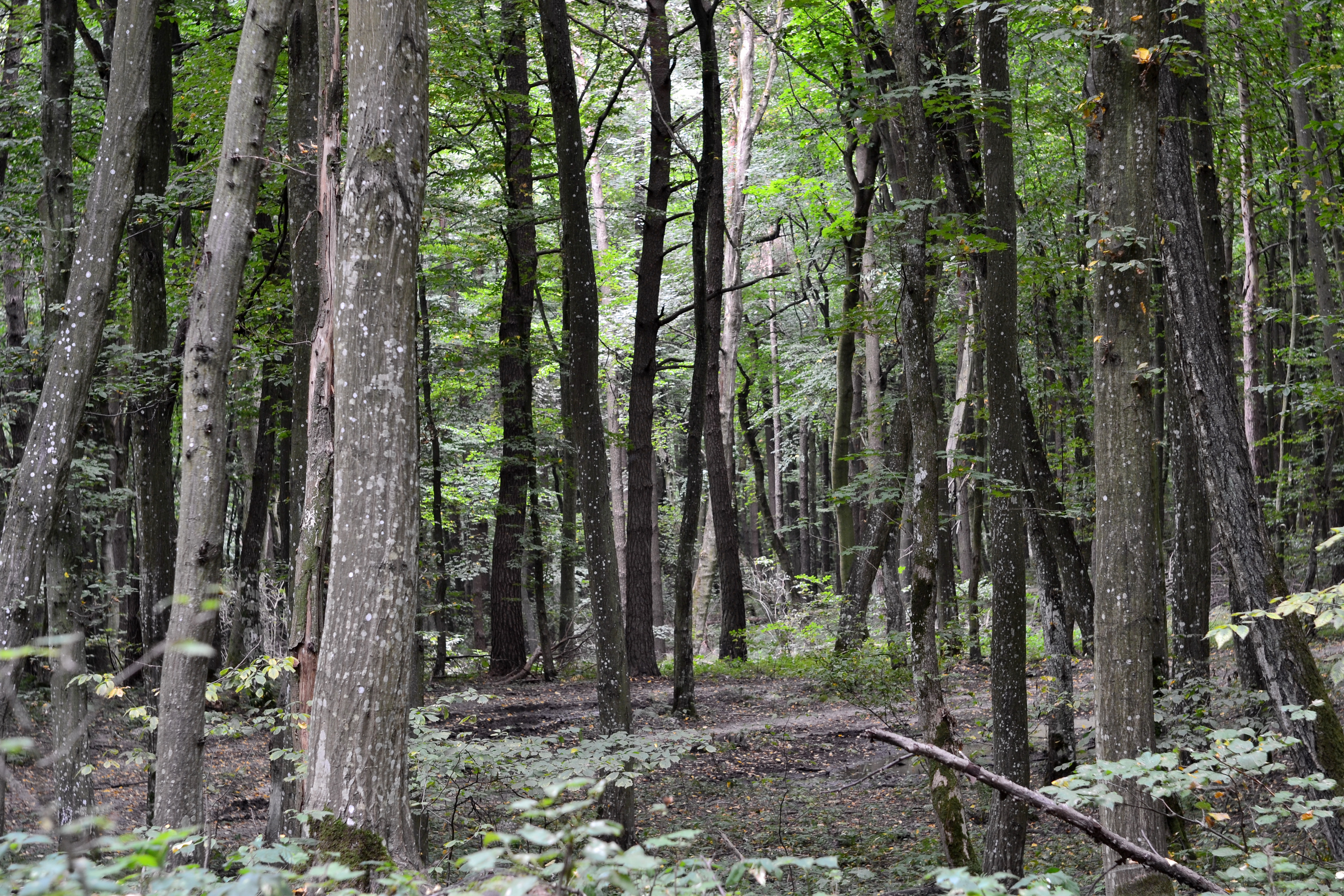
Вигляд в лісі
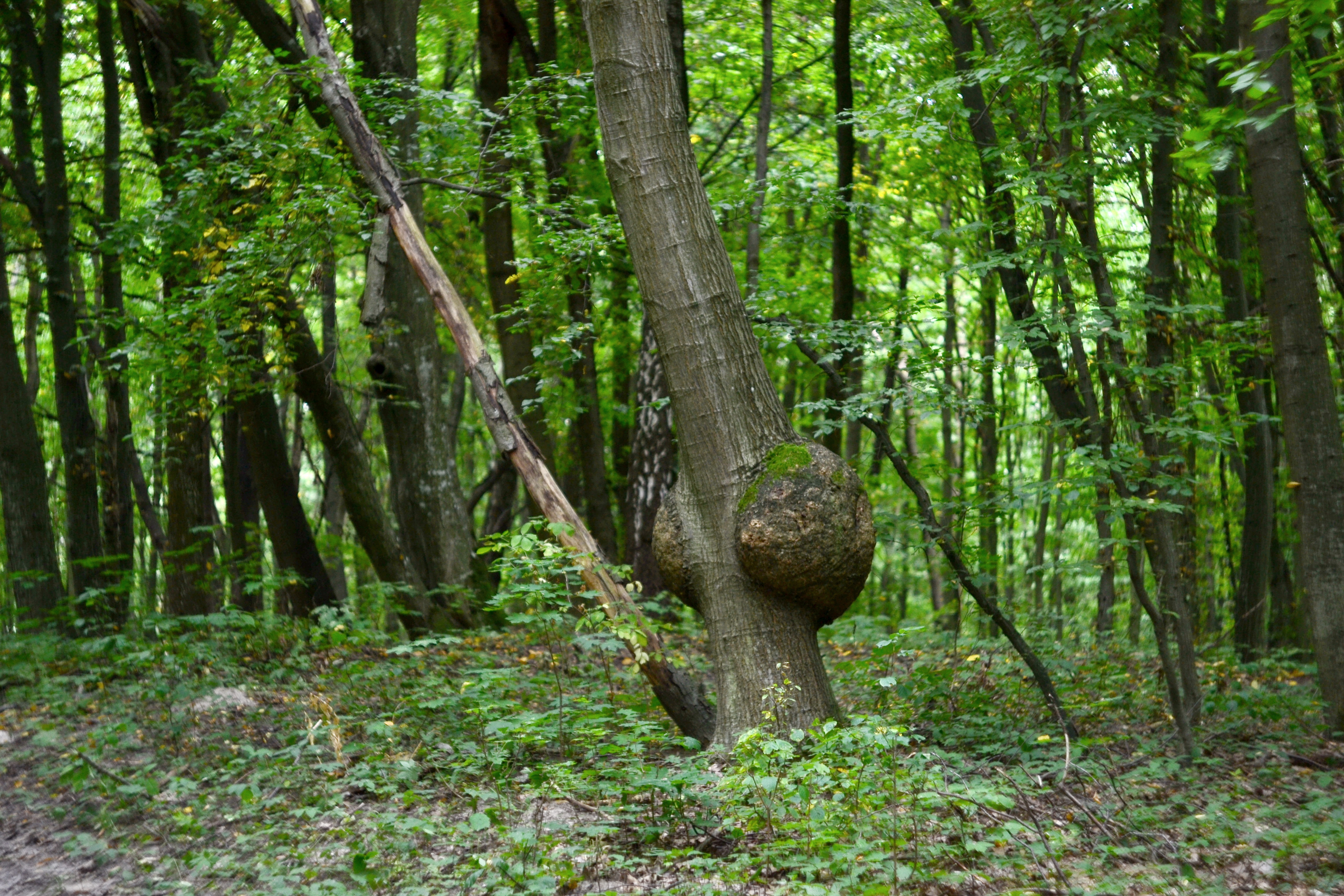
Незвичайне дерево